# 문재원
문재원(1982년 3월 5일 ~ )은 대한민국의 배우이다.
- 세일고등학교
- 서울예술대학 영화과

## 출연 작품

### 영화
- 《나쁜 녀석들: 더 무비》 (2019년) - 깡패 역
- 《광대들: 풍문조작단》 (2019년) - 한명회 사병 1 역
- 《인랑》 (2018년) - 섹트 2조 역
- 《시간이탈자》 (2016년) - 동료형사 1 역
- 《로봇, 소리》 (2016년) - 국정원 요원 5 역
- 《패션왕》 (2014년) - 일진스님 역
- 《인간중독》 (2014년) - 상승회장교 2 역
- 《포화 속으로》 (2010년) - 용배 역
- 《지금, 이대로가 좋아요》 (2009년) - 현식 역
- 《우리 집에 왜 왔니》 (2009년) - 비디오가게 학생 역
- 《GP506》 (2007년) - 김 일병 역
- 《마이 파더》 (2007년) - 젊은 황남철 역
- 《고래보호작전》 (2006년)
- 《폭력써클》 (2006년) - 박민수 역
- 《태풍태양》 (2005년) - CF 조감독 역

### 드라마
- 《모범택시 2》 (2023년, SBS) - 유문현 역
- 《산후조리원》 (2020년, tvN) - 윤지의 남편 역
- 《리갈 하이》 (2019년, JTBC) - 홍민철 역
- 《맨투맨》 (2017년, JTBC) - 용재민 팀장 역
- 《그저 바라보다가》 (2009년, KBS2) - 윤섭 역
- 《빌리진 날 봐요》 (2009년, MBC 드라마넷) - 유방귀 역[3]
- 《맞짱》 (2008년, tvN) - 현철 역
- 《별순검 시즌1》 (2007년, MBC 드라마넷) - 조문식 역[4]
- 《개와 늑대의 시간》 (2007년, MBC) - 호영 역